# Mapua
Pour les articles homonymes, voir Mapua.
Māpua est une petite ville de l'île du Sud de Nouvelle-Zélande.
Elle est située à l'ouest de Nelson, sur l'autoroute néo-zélandaise 60, sur la côte de la baie de Tasman. Le recensement de 2006 a relevé une population de 1 878 personnes, en augmentation de 16,1 % depuis celui de 2001.
Avec un port en plein essor et une zone commerciale, Mapua est devenue une destination populaire, qui voit sa population augmenter durant les mois d'été.
Chaque dimanche de Pâques, une grande foire y attire jusqu'à 30 000 visiteurs pour profiter de ses manèges, échoppes et autres attractions. Les écoles et playcentres (en) locaux profitent de cette foire, qui constitue leur principale activité de levée de fonds.

## Histoire
Des déchets, des outils et des ossements découverts à Grossis Point et  au nord de la crique de Waimea suggèrent la présence de petits établissements maoris saisonniers, avec un important « Pa » (ensemble fortifié) sur les falaises de Kina : celui-ci a survécu aux premiers colons européens et peut encore être visité aujourd'hui. Le manque de preuves de cannibalisme et la rareté des armes indique que les Maoris vivant dans cette région étaient pacifiques et rarement impliqués dans des guerres. 
À la fin des années 1820, des Maoris de l'île du nord conduits par le chef Te Rauparaha arrivèrent sur l'île du Sud avec des mousquets. Te Rauparaha envahit l'actuelle région de Marlborough avant d'envoyer la moitié de son armée vers l'ouest pour s'emparer de la baie de Tasman et de Golden Bay. Le considérable avantage militaire des envahisseurs leur permit de vaincre rapidement la population locale. Après une bataille, la plupart quittèrent la région, ne laissant derrière eux qu'une petite population maorie.
Le capitaine James S. Cross fut le premier Européen à acheter des terres à Mapua, 166 acres payées 60 livres en 1854.
Le premier résident européen de Mapua, James Heatly, pêchait et chassait des lapins qu'il vendait à Nelson. La région du port était à l'origine connue sous le nom d'Entrée ouest et le village sous le nom de « Seaton Township » (d'après le nom d'un arpenteur qui avait divisé la ville). Mr F.I. Ledger aida à planifier la ville et lui donna plus tard le nom de « Mapua ». Mapua signifie « abondance » ou « prolifique ». En 1915, il y avait une jetée assez importante pour recevoir de grands navires pour le commerce des pommes, qui était en plein essor à cette époque et que le mauvais état des routes locales n'aurait pas permis. Une bonne route a finalement été tracée autour des falaises de Ruby Bay, permettant de relier Nelson à Motueka. Une boutique ouverte en 1921 se trouve toujours en 2010 au même emplacement.

### Contamination du site

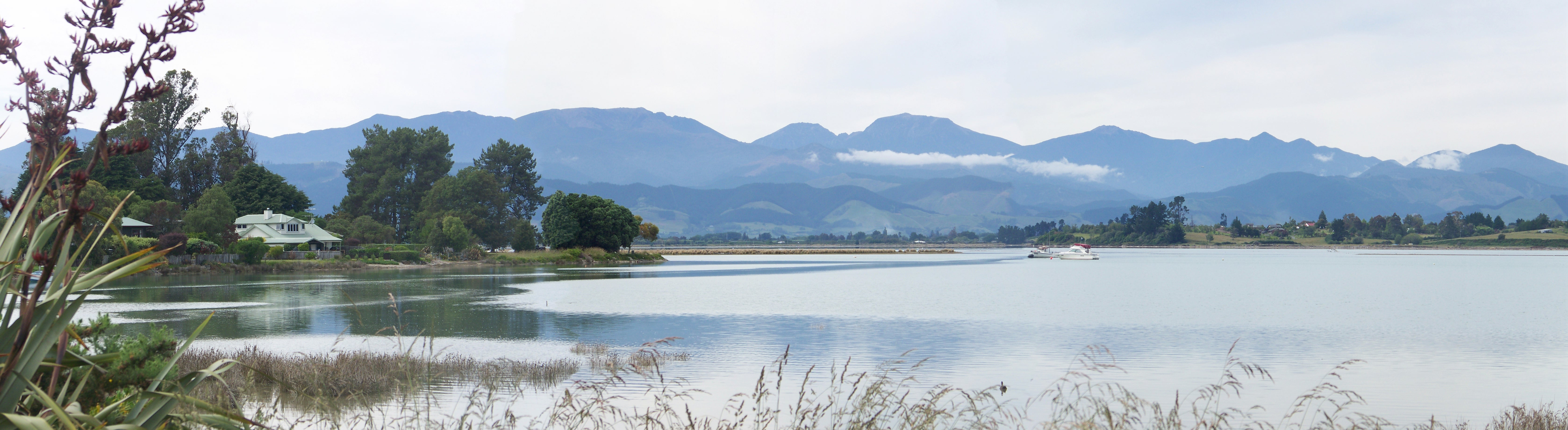
La côte à Mapua.

Au XXe siècle, Mapua est devenu l'un des sites aux sols les plus contaminés de Nouvelle-Zélande, par les résidus de pesticides d'une usine aujourd'hui fermée. Elle a depuis été l'objet d'une importante opération de dépollution.
En 1932, la Fruitgrowers Chemical Company a construit une usine de pesticides pour les nombreux vergers de la région. Dans les années 1940, cette usine a produit des pesticides organomercuriels et organochlorés, notamment du DDT, du DDD, de la dieldrine, du 2,4-D et du  paraquat. Des pesticides organophosphororés ont été produits à partir des années 1960. En 1978, 124 composés chimiques étaient utilisés pour fabriquer 84 mélanges différents. L'usine a fermé en 1988.
Le conseil de district de Tasman a repris le site en 1989, et des mesures ont été prises pour éviter que les résidus ne se répandent dans la crique de Waimea voisine. En 1999, le Ministère de l'environnement a alloué des fonds à un programme de dépollution sur place, considéré comme la meilleure option. Deux ans plus tard, le conseil de district a conclu un contrat de dépollution avec Theiss Services (un spécialiste australien de la dépollution) and Environmental Decontamination Limited (EDL) d'Auckland. Thiess était le principal contractant et possédait les ressources nécessaires. EDL fournissait la technologie nécessaire : la déhalogénation mécanochimique (Mechano-Chemical Dehalogenation, ou MCD). Le site a été remis au conseil de district en novembre 2007.
En mai 2012, un rapport du Département du travail (en) a indiqué que certaines des 30 personnes qui avaient travaillé sur le chantier avaient présenté des problèmes de santé, notamment des problèmes respiratoires, des nausées, des malaises et fatigues anormales,.